# Beat Generation
La Beat Generation fu un movimento giovanile che trovò anche una sua espressione in campo artistico, poetico e letterario sviluppatosi dal secondo dopoguerra e principalmente negli anni cinquanta negli Stati Uniti.

## Storia
Il movimento nasce da un gruppo di scrittori americani, venendo alla ribalta nel 1950, come anche i fenomeni culturali da esso ispirati. Gli elementi centrali della cultura "Beat" sono il rifiuto di norme imposte, le innovazioni nello stile, la sperimentazione delle droghe, l'interesse per le religioni orientali, un rifiuto del materialismo e delle rappresentazioni esplicite e crude della condizione umana.
I movimenti sottoculturali del maggio 1968, tra cui l'opposizione alla guerra del Vietnam e gli hippy di Berkeley e Woodstock, hanno le loro radici nella Beat Generation. Esempio della ribellione giovanile degli anni cinquanta, come la «gioventù bruciata», è stata costituita da individui ostentatamente ribelli, asociali, anticonformisti, oscillanti fra l’esistenzialismo e lo zenismo.
Tra gli autori di riferimento vanno citati Jack Kerouac, Lucien Carr, Allen Ginsberg, William S. Burroughs, Gregory Corso, Neal Cassady, Bob Kaufman, Lew Welch, Charles Bukowski (il quale però rifiutò l'etichetta di Beat), Gary Snyder, Lawrence Ferlinghetti, Jack Hirschman, John Giorno e Norman Mailer.

## Figure, elementi ed eventi significativi

### Origine del nome

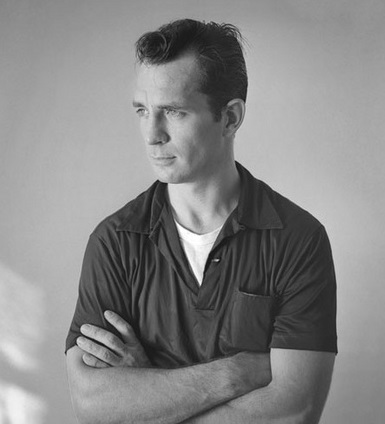
Jack Kerouac

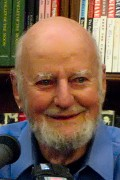
Lawrence Ferlinghetti

Jack Kerouac ha introdotto l'espressione Beat Generation nel 1948, per caratterizzare quel movimento giovanile anticonformista emergente dell'underground newyorkese. Il nome nasce da una conversazione con lo scrittore John Clellon Holmes. In realtà fu Herbert Huncke che originariamente, come riconobbe anche lo stesso Kerouac, utilizzò la parola beat in una precedente discussione.
L'aggettivo beat potrebbe colloquialmente significare stanco o abbattuto, in riferimento alla comunità afroamericana del periodo, ma Kerouac fa sua quell'immagine e altera il significato includendo le connotazioni di ottimista, beato, e l'associazione musicale essere sul beat (contraendo il termine "beatific"). Kerouac, devoto cattolico fin dall'infanzia, ha più volte spiegato che, nel descrivere la sua generazione come "beat", ha cercato di catturare la "sacralità" segreta degli oppressi.
John Clellon Holmes definisce il movimento in un articolo in qualità di manifesto estetico, pubblicato sul New York Times nel mese di novembre del 1952, dal titolo This Is the Beat Generation.

### Columbia University
È opinione comune che la Beat Generation abbia avuto fisicamente inizio alla Columbia University, nell'occasione dell'incontro di Kerouac, Ginsberg, Lucien Carr, Hal Chase e altri. Anche se questi personaggi sono conosciuti di fatto come anti-accademici, molte delle loro idee si sono formate in risposta a professori come Lionel Trilling e Mark Van Doren. Carr e Ginsberg, compagni di scuola, osservarono la necessità di individuare una "nuova visione", concependo un ideale di rottura, in contrasto con la "tradizione" idealistica e letteraria dei loro professori.
Burroughs venne introdotto nel gruppo grazie ad un vecchio amico, David Kammerer. Carr aveva fatto amicizia con la matricola Allen Ginsberg presentandolo a Kammerer e Burroughs. Carr conosceva anche la fidanzata di Kerouac, Edie Parker; fu grazie a lei che, nel 1944, Burroughs incontrò Kerouac.
Il 13 agosto 1944 Carr uccise Kammerer con un coltello da boy scout a Riverside Park, affermando in seguito di averlo fatto per legittima difesa. Carr si costituì il mattino seguente, fu poi dichiarato colpevole di omicidio colposo, mentre Kerouac accusato di favoreggiamento e Burroughs come testimone, ma nessuno venne perseguito. Kerouac ha scritto in merito a questo episodio due volte nelle sue opere: una volta nel suo primo romanzo, The Town and the City, e ancora una volta in uno dei suoi ultimi, Vanity di Duluoz. Sull'omicidio, ha scritto anche un romanzo in collaborazione con Burroughs, And the Hippos Were Boiled in Their Tanks.

### Neal Cassady
Neal Cassady venne introdotto nel gruppo nel 1947; fu un personaggio di rottura, una sorta di "musa" maschile per Ginsberg. Ebbero una relazione e Ginsberg divenne il tutor-writing personale di Cassady. I viaggi stradali di Kerouac e Cassady alla fine del 1940, divennero il centro del secondo romanzo di Kerouac, Sulla strada (On the Road).

## Accezioni del terminebeatin italiano
I significati che si possono attribuire alla parola «beat» in italiano sono molteplici. Gli venne attribuito il significato di beatitudine (beatitude), nel senso di salvezza ascetica ed estatica, tipica dello spiritualismo Zen, ma anche aderente al falso misticismo indotto dalle droghe, dall'alcol, dall'incontro carnale e frenetico, dal parlare incessantemente, con lo scopo di scaricare tutti i contenuti mentali. Beat può anche essere tradotto con «battuto», «sconfitto»: denota l'inevitabile sconfitta dovuta alla società, dalle sue costrizioni, dagli schemi imposti ed inattaccabili; beat è il richiamo alla vita libera e alla consapevolezza dell'istante.
Beat come ribellione. Beat come battito. Beat come ritmo. Il ritmo della musica jazz, che si ascolta in quegli anni, il ritmo del bebop e della cadenza dei versi nelle poesie. Il jazz di Frisco, frenetico, sudato, vissuto e catartico; il jazz di Charlie Parker, "The bird", personaggio eroico e deificato da questa generazione; la poesia di Carlo Marx (Allen Ginsberg) declamata fino a tarda notte, e i versi sconnessi dei Mexico City Blues o della poesia "Mare, suoni dell'Oceano Pacifico a Big Sur", da appendice a "Big Sur" di Kerouac. "Essere Beat" significa la scoperta di sé stessi, della vita sulla strada, del sesso liberato dai pregiudizi, della droga libera, dei valori umani, della coscienza collettiva. Beat non è politica, nonostante molti movimenti abbiano nella politica la loro origine. Beat non è religione, nonostante sia forte la componente spirituale.
(Allen Ginsberg)
In principio vi erano gli hipster. Questo gruppo di figure distaccate, rappresenta la corrente esistenzialista statunitense, che riconosce il rischio di una guerra atomica, sente il peso oppressivo della società consumistica statunitense del dopoguerra e dell'asfissiante standardizzazione delle masse. Gli hipster sono distaccati, conoscono i pericoli, quindi si "licenziano dalla società", iniziando a contattare la loro essenza. Gli hipster sono tipi seri, falsamente e misticamente in preda all'eroina che Kerouac descrive nella prima parte de I sotterranei. Accanto a questi personaggi, emergono i beat, giovani sofferenti, spesso dediti all'alcol e alla marijuana, poeti, romanzieri, che vorrebbero condividere con l'umanità il loro amore per il tutto, invece si sentono incompresi. Per il loro stile di vita sono accomunati spesso alla "Lost Generation", alla "Generazione Perduta", e, per stessa ammissione di molti scrittori beat, Whitman ed Hemingway sono alle origini delle loro creazioni letterarie. In realtà, il movimento beat ebbe una portata assai più sconvolgente, grazie anche a diverse coincidenza avvenute nel periodo in cui emerse.
(Jack Kerouac)
Simbolo del beat è, di certo, Neal Cassady, ispirazione di molte opere di Kerouac, ma anche di Ginsberg, citato da altri autori statunitensi, quali Charles Bukowski, per l'eccezionale personalità che "l'ultimo sacro idiota d'America" riusciva a deflagrare, ad esplodere. Il movimento beat è una "corsa velocissima" che lascia il segno: pochi sono riusciti a fermarsi prima del punto di non ritorno, una "gioventù bruciata".
Il movimento è sostanzialmente frutto di un'utopia che nasce all'interno di un gruppo di amici, amanti della letteratura e completamente saturi della società che vivono, delle regole, dei tabù. I beat desiderano scappare, viaggiare, fare l'autostop fino a dove possono arrivare, ma non per un senso di fuga dalle responsabilità, ma per trovarsi da soli nuove regole e stili di vita. Da qui viene l'avvicinamento alla spiritualità Zen, al cattolicesimo, al taoismo, che tanto viene approfondito, discusso e rimodellato in un'ottica beat; ma da qui viene anche l'abuso di sostanze stupefacenti, di alcol per trovare un nuovo sistema di regole, per tentare di sedare la sofferenza e per riunire l'io e il Tutto.
Inizialmente, il movimento beat, anche grazie al successo del libro di Kerouac, Sulla strada, raccoglie un grande consenso e dà vita al movimento dei figli dei fiori e dei beatniks. Entrambi i gruppi saranno motivo di grave malcontento della società contro gli scrittori beat che, per il loro modo di vivere, non sembravano differenziarsi da questi personaggi che intendevano tutta la corrente, come una rivolta contro la borghesia statunitense che infine sfocerà nella protesta contro la guerra del Vietnam. Ad un certo punto essere beat diventa scomodo sia per gli attacchi pressanti delle associazioni statunitensi, che per le intrusioni nella sfera personale da parte di fan e giornalisti che vedevano in questi uomini dei simboli di una rivolta che non avevano il coraggio di iniziare.
(Big Sur)
Inizialmente la compagine dei beat era formata dalla triade composta da Kerouac, Neal Cassady e Allen Ginsberg che si incontrava con altri ragazzi al Greenwich Village di New York, discutevano, si divertivano, e condividevano i propri lavori fino a tarda notte. Pur essendo più anziano, anche William S. Burroughs venne considerato un elemento importante di questa prima formazione, seppur la sua figura sia, per i giovanissimi Kerouac e Ginsberg, meglio definibile come quella di una guida utile per districarsi attraverso i meandri della letteratura e della filosofia. Sarà una fase ricca di viaggi negli USA, specie verso San Francisco, di fama, ma anche di momenti storici come il Vietnam, la paura dell'atomica, le rivendicazioni razziali e studentesche.
In seguito si aggiungeranno Gary Snyder, Lawrence Ferlinghetti e Gregory Corso, spesso considerato il migliore della trinità Beat e che instaurerà proprio con Kerouac, il re dei beatniks, un rapporto contrastato di odio, amore e amicizia in chiave beat. Quando Ginsberg si trasferì a San Francisco, sede di tutti i beat e residenza del "santone" Henry Miller, idolo assoluto di questo movimento, iniziò una fase che molti considerano della "Scuola di San Francisco", ma sulla quale non v'è molto da aggiungere se non il fatto che Ferlinghetti, nella sua libreria City Lights Bookstore nel North Beach di San Francisco, pubblicò alcune opere beat tra cui il poema Howl, uno dei più famosi manifesti del movimento. Il movimento, con il tempo, andò via via scemando, come idea di gruppo, di pari passo con la fine delle contestazioni. Si lasciò dietro le morti premature di Cassady e Kerouac, una lunga disapprovazione sociale, soprattutto dovuto all'uso delle droghe, e tante opere che ancora oggi sono custodite presso City Lights, diffuse e stampate in molte lingue e in molti stati. Nonostante tutto, si porta dietro la leggenda di quei ragazzi che giravano sulla strada, verso l'ignoto, e che ancora oggi stimolano le fantasie di milioni di persone.
(The origins of the beat generation, Kerouac)

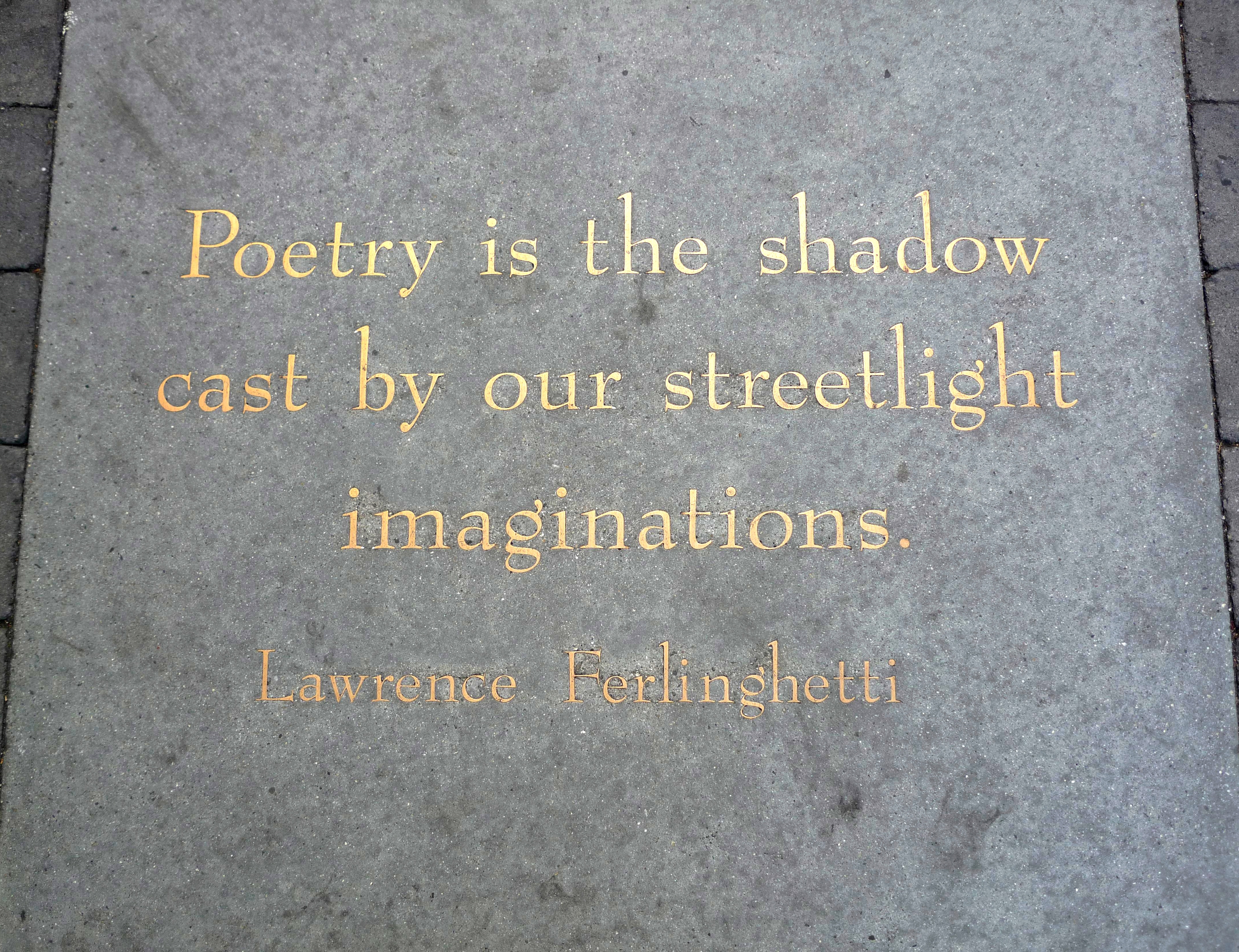
Placca con citazione da una poesia di L. Ferlinghetti sul marciapiede all'esterno di City Lights Bookstore

All'origine del movimento negli USA vi sono probabilmente figure più o meno vicine al movimento del Trascendentalismo ottocentesco, fra cui spiccano Ralph Waldo Emerson, Henry David Thoreau e Walt Whitman. Fra i movimenti affini, ma storicamente troppo distanti, ci sono quelli cinici della Grecia antica.

### Definizione del genere
(Jack Kerouac)
Gli autori beat riprendono e amplificano i temi della contestazione giovanile della loro epoca, che, partendo da una critica radicale alla guerra del Vietnam, si estendono all'intero sistema statunitense, mettendo in discussione la segregazione razziale dei neri, la condizione subordinata della donna, le discriminazioni in base all'orientamento sessuale.
I giovani beat studiano il neoplatonismo di Plotino, le teorie cosmogoniche contenute nel libro Eureka di Edgar Allan Poe, le poesie mistiche, i trattati ascetici di San Giovanni della Croce, la telepatia e la cabala.
Scrivono di viaggi mentali - anche mediante la sperimentazione psichedelica di droghe quali l'LSD - e fisici, in lungo e in largo attraverso le strade degli USA, come ad esempio Sulla strada di Kerouac, scritto viaggiando in autostop da una costa all'altra degli Stati Uniti.

## Il Beat in Italia

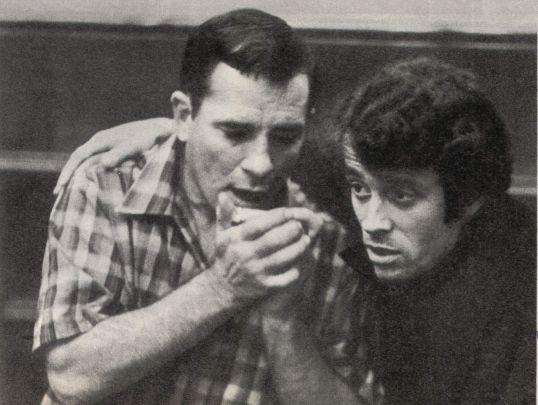
Gian Pieretti (a destra) con Kerouac, 1966

È stata Fernanda Pivano, con le sue traduzioni, a favorire la conoscenza del pensiero Beat in Italia, agevolata dal fatto di essere amica di diversi autori della beat generation, ed autrice di molte prefazioni delle loro opere.
Molti "appartenenti" alla Beat Generation, in diversi momenti vennero in Italia. Alcuni per trovarvi ispirazione. Allen Ginsberg al Festival di Spoleto del 1965. Jack Kerouac, nell'ottobre del 1966 protagonista di un tour di conferenze, organizzato dalla Mondadori, in alcune di esse facendosi accompagnare dal cantautore Gian Pieretti.
Poesia, letteratura, musica e stili di vita vennero, in qualche modo, coinvolti e condizionati da queste presenze.

### Poesia e letteratura

Gianni Milano

A differenza di quello che avvenne negli USA, la poesia e la letteratura di ispirazione beat in Italia si sviluppò dal 1965 ai primi anni settanta, in un lungo crepuscolo, che si esaurì solo alle soglie degli '80. Tra i punti di riferimento, la libreria Hellas e l'editrice Pitecantropus, il Beat '72, l'aperiodico, "I lunghi piedi dell'uomo" curato da Poppi Ranchetti e la rivista Pianeta Fresco, ispirata e diretta da Fernanda Pivano, per un certo periodo anche stimolo diretto per molti giovani creativi che incontrava spesso nella sua abitazione milanese di via Manzoni.
Tra gli scrittori e i poeti beat di lingua italiana si ricordano Gianni Milano, Vasco Are, Aldo Piromalli, Vittorio di Russo, Carlo Silvestro e il ticinese Franco Beltrametti. Tra gli scrittori, Silla Ferradini, autore molto underground di un solo libro, I Fiori Chiari, cronaca della scena Beat milanese anni sessanta, Andrea D'Anna con il romanzo psichedelico Il Paradiso delle Urì, Melchiorre Gerbino con Gamla Stan, Gianni De Martino con Hotel Oasis, il poeta e cantautore Antonio Infantino con I denti cariati e la patria 1966.
Negli anni settanta la deriva beat influenzò ancora alcuni giovani autori italiani che nel frattempo avevano stravolto le loro visioni poetiche filtrandole attraverso l'influenza della freak-generation nord-statunitense. Da ricordare, tra questi, Giulio Tedeschi editore di Tampax, organizzatore di letture pubbliche di poesia e musica, e autore di "Madras Ice Cream", Piero Verni e il ticinese Antonio Rodriguez, curatore della rivista psichedelica Paria.

### Mondo Beat
A metà anni sessanta, il circolo anarchico Sacco e Vanzetti di Milano divenne per un certo periodo un punto di appoggio del movimento beat. Furono Vittorio Di Russo, Melchiorre Gerbino, Renzo Freschi, Gennaro De Miranda e il finanziatore Umberto Tiboni, a ideare il titolo di Mondo Beat, sicché Melchiorre Gerbino a partire dal n.1, fu incaricato dal gruppo di registrare la nuova testata in Tribunale.
Mondo Beat è considerata la prima rivista underground italiana : inizia le pubblicazioni nel novembre 1966. In tutto ne uscirono sette numeri. Ben presto, la rivista Mondo Beat divenne la "voce" del movimento dei "capelloni" e ispiratrice di una libera comunità denominata dai suoi abitanti, "il campeggio", creata in una zona che negli anni sessanta era la periferia di Milano, in via Ripamonti. La stampa "benpensante" inizia una forte campagna tesa a denunciare il fenomeno Beat, accusando gli occupanti della tendopoli, di contravvenire alle regole della moralità, e di rappresentare un serio pericolo di pandemia, a causa delle precarie condizioni igieniche.
Le squadre della polizia iniziano a perquisire sistematicamente la tendopoli, alla ricerca di minorenni "scappati di casa" che trovano facile rifugio nelle tende del movimento. In seguito ad alcune perquisizioni avvenute con "modi bruschi", il 7 marzo 1967, un centinaio di "capelloni" inscena una manifestazione per protestare contro la brutalità della Polizia venendo poi caricata da un reparto della Celere. Il 12 giugno 1967 la tendopoli di via Ripamonti viene sgomberata dalla forze di Polizia e rasa al suolo dagli operatori comunali del SID, intervenuti con i lanciafiamme. Molti degli occupanti vengono fermati ed allontanati dalla città con foglio di via. Dopo l'uscita del n. 5, luglio 1967, anche Mondo Beat cessa le pubblicazioni.

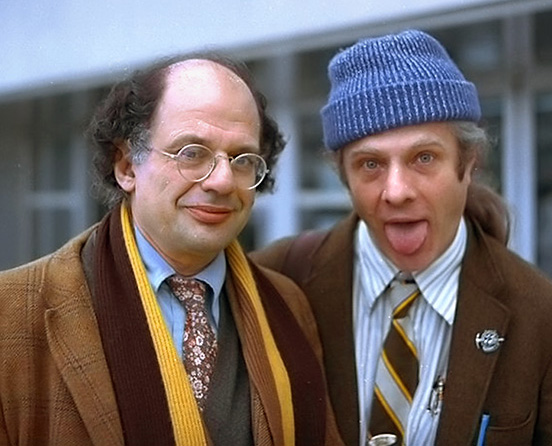
Allen Ginsberg e Peter Orlovsky

### La musica
Alla fine degli anni sessanta si scatenò in Italia un enorme fiorire di complessi il cui stile veniva definito musica beat. La terminologia precisa di questa definizione nel paese non è mai stata particolarmente precisa così come la sua influenza effettiva dalla beat generation americana. In Italia vennero riprese sonorità del Mersey Beat e del Rock and roll sotto l'influenza della British Invasion, da qui il termine beat (letteralmente "battito") starebbe più per la definizione delle linee ritimiche che per le tematiche e l'estetica beatnik (la quale era principalmente caratterizzata più dal jazz che dal rock).
Tra i numerosi complessi italiani definiti beat vi furono l'Equipe 84, i Dik Dik, I Corvi, I Camaleonti, i Nomadi, i The Rokes, I Delfini, I New Dada, il duo Franco IV e Franco I insieme ad altri gruppi che divennero cult in seguito alla loro riscoperta nei decenni successivi come I Tubi Lungimiranti, I Fantom's o Gli Astrali sono solo alcuni tra gli esponenti, e di solisti: Riki Maiocchi, Ugolino. Gian Pieretti, Patty Pravo, Caterina Caselli ed altri.
Questo fiorire condusse alla nascita di riviste musicali nate espressamente per i giovani, Ciao amici, Giovani, Big, di locali dedicati espressamente alla musica beat, il Piper Club di Roma è il più noto, ma ne nacquero in ogni città, a Torino ad esempio La Perla, di concorsi musicali legati al beat, il più noto di tutti fu il Rapallo Davoli, ed al diffondersi in ogni città d'Italia di punti di aggregazione per i "capelloni", tra cui, piazza di Spagna e piazza Navona a Roma o piazza Castello a Torino.

## Il Beat al cinema
Il film Pull My Daisy, del 1959, di Robert Frank e Alfred Leslie, è ritenuto il manifesto del cinema beat: la voce fuori campo è di Jack Kerouac e fra gli attori compaiono Peter Orlovsky, Allen Ginsberg e Gregory Corso. La breve narrazione (di 28 minuti) di una divagante chiacchierata tra amici gioca sul cortocircuito tra modi e strutture della finzione e istanze di realismo documentario.
Il film The Beat Generation, anch'esso del 1959, considerato uno degli ultimissimi film noir, è incentrato sulle indagini alla ricerca di uno stupratore seriale che frequenta il mondo dei beat, il film, prodotto dalla MGM rappresenta in maniera estremamente sensazionalistica la controcultura beat. Similmente il film The Beatniks dell'anno seguente sfrutta semplicemente il termine "beatnik" come un sinonimo di malvivente, stessa cosa per il film inglese del 1960, Ragazza Beat.
Nel 1960 esce La nostra vita comincia di notte (The Subterraneans), di Ranald MacDougall, trasposizione del romanzo I sotterranei di Kerouac. La pellicola è stata uno dei pochissimi tentativi di Hollywood di sfruttare il fenomeno dei beat. Ma la pellicola fu un insuccesso di pubblico e ancora più di critica per la visione eccessivamente "hollywoodiana", ammorbidita e stereotipata della controcultura beat e del romanzo di Kerouac a tal punto da modificare il personaggio di Mardou Fox, amante del protagonista, da afroamericana a francese suscitando anche l'ilarità e la derisione da parte di Allen Ginsberg.
Nel 1987 esce The Beat Generation: An American Dream, con Burroughs, Cassady, Corso, Kerouac, Ginsberg e Ferlinghetti.
Del 1990 è The Beats - L'urlo ribelle, mockumentary incentrato soprattutto sull'incontro e sul rapporto tra i fondatori e sull'influenza del movimento beat sulle generazioni successive; nel 1991 esce Il pasto nudo di David Cronenberg, tratto dall'omonimo romanzo di William S. Burroughs.
Nel 2010 esce il film Urlo, scritto e diretto da Rob Epstein e Jeffrey Friedman, che racconta la vita del celebre poeta beat Allen Ginsberg, interpretato da James Franco.
Nel 2012, Sulla strada di Jack Kerouac viene adatto per il grande schermo nel film On the Road.
Nel 2013 è stato realizzato il film Giovani ribelli - Kill Your Darlings, tratto dal romanzo E gli ippopotami si sono lessati nelle loro vasche, scritto a quattro mani da Jack Kerouac e William S. Burroughs, il quale racconta la nota vicenda dell'omicidio di David Kammerer da parte di Lucien Carr.
Nel 2015 è stato realizzato il docufilm Bomb! Burning Fantasy di Matteo Scarfò, con Nick Mancuso, sulla vita e la poesia di Gregory Corso.